# Datura discolor
Datura discolor är en potatisväxtart som beskrevs av Johann Jakob Bernhardi. Datura discolor ingår i släktet spikklubbor, och familjen potatisväxter. Inga underarter finns listade i Catalogue of Life.